# Гребінчині вечорниці

## Історія
Ідею проведення фестивалю на честь класика української літератури,славного сина Полтавщини Євгена Гребінки культуролог Микола Рудаков-член Національної спілки журналістів України виношував давно.
15 березня 2017 року в Прес-центрі НСЖУ в Києві відбулась презентація та прес-конференція Оргкомітету Міжнародного фестивалю культури ГРЕБІНЧИНІ ВЕЧОРНИЦІ.
Автор ідеї,засновник і президент фестивалю Микола Рудаков Рудаков Микола Іванович.
З пропозицією співпраці погодились Гребінківська районна державна адміністрація(В.Роспопов), Гребінківська района рада (В.Зінченко), Гребінківська міська рада(В.Колісніченко) та Мар'янівська сільська рада(І.Малярик) Полтавської області.Після адмінреформи район і сільська рада ліквідовані,а міська рада відмовилась від участі і започаткувала свій фестиваль.
ГРЕБІНЧИНІ ВЕЧОРНИЦІ проходять щорічно у другі вихідні вересня.
В планах ГРЕБІНЧИНІ ВЕЧОРНИЦІ - заходи в місцях,пов'язаних з життям і творчістю Гребінки: м.Пирятин та села:Короваї, Кулажинці,Рудка на Полтавщині,м.Ніжин на Чернігівщині,с.Мойсівка на Черкащині...
Головний інформаційний партнер фестивалю -  Хата (газета)
1-й фестиваль відбувся 8-9 вересня 2017 року в с.Мар'янівка та в м.Гребінка Полтавської області.
2-й фестиваль - 7-10 вересня 2018 року(Мар'янівка-Гребінка)
3-й фестиваль - 11-14 вересня 2020 року(Мар'янівка-Київ)
4-й фестиваль - 10-13 вересня 2021 року(Мар'янівка-Київ)
В роботі фестивалю беруть участь письменники: Анна Багряна(Болгарія), Довжик Василь, Цвид Антоніна Петрівна,Галина Ільєва, Тетяна Кондратенко, Ніна Третяк, Олег Кравченко, мистецтвознавець Віктор Рубан, історик Тетяна Лебединська, журналісти ...

###### Спеціальні гості фестивалю
- 2017 - Шестак Надія Петрівна - народна артистка України,
- 2018 - Боднарук Жанна Любомирівна - народна артистка України,
- 2020 - Гребініченко Григорій Іванович - заслужений працівник культури України
- 2021 - Марцинківський Олег Олександрович - народний артист України
- 2024 - Демчук Анатолій Васильович

## Склад журі
- Михайленко Лідія Андріївна - народна артистка України
- Довжик Василь - заслужений діяч мистецтв України
- Андрійчук Петро Олександрович - заслужений працівник культури України
- Кавун Віктор Миколайович - заслужений артист україни
- Недін Лариса Миколаївна - заслужена артистка України
- Якубовський Ігор Петрович - композитор,співак,лауреат Міжнародна літературно-мистецька премія імені Григорія Сковороди
- Коваленко Світлана Володимирівна - співачка,лауреат Міжнародних конкурсів

## Лауреати творчих конкурсів
Серед лауреатів творчих конкурсів:
- Вокальні ансамблі: "Горлиця" (с.Давидівка,Полтавщина), "Мальви"(с.Макіївка,Чернігівщина)", "Черкаські цокотухи"(с.Кононівка, Черкащина), "Джерело"(с.Медвин,Київщина), "Перевесло"(с.Лантратівка,Сумщина),"Родина"(с.Жердя, Хмельниччина)...
- Тріо "ТоНіка" (м.Київ).
- Вокалісти-солісти: Ольга Остапчук, Августина Мадяр, Жасмін Левченко, Світлана Васильківська, Армандо Балакоста(Конго), Юй Дань(Китай)
- Майстри художнього слова: Раїса Завгородня, Богдан Купрій, Олександра Перепелиця, Тетяна Юзефів
- Музиканти: Михайло Скрипник,
- Майстри образотворчого та декоративно-прикладного мистецтва: Алла Попова,Олександр Бережний,Олександра Коробчук, майя Поліщук

## Нагороди і відзнаки
05.08.2018 - автор ідеї, засновник та художній керівник фестивалю Рудаков Микола Іванович нагороджений статуеткою та Дипломом Гребінківської міської ради Полтавської області  у номінації "Проект року"